# Kunimitsu Takahashi
Kunimitsu Takahashi, född 29 januari 1940 i Koganei i Tokyo prefektur, död 16 mars 2022, var en japansk roadracing- och racerförare.

## Racingkarriär
Takahashi tävlade under 1960-talet i roadracing i 250cc för Honda. Han blev förste japan att segra i ett Grand Prix för motorcyklar när han vann 250-kubiksklassen i Västtysklands Grand Prix 1961. Det var samtidigt Hondas första GP-seger i 250-klassen.  Han deltog även i ett formel 1-lopp, Japans Grand Prix 1977, i vilket han kom i mål på nionde plats.

## F1-karriär
| Säsong | Stall/Tillverkare                   | Poäng | Placering |
| ------ | ----------------------------------- | ----- | --------- |
| 1977   | Meiritsu Racing Team (Tyrrell-Ford) | 0     | –         |